# Monasterio de Rodilla
Monasterio de Rodilla es un municipio de España, comarca de La Bureba, partido judicial de Briviesca, provincia de Burgos, comunidad autónoma de Castilla y León. 
Tiene un área de 37,14 km² con una población de 215 habitantes (INE 2007) y una densidad de 5,79 hab/km². Durante el periodo romano se llamó Tritium. 
El nombre le viene por un antiguo monasterio que existió en este lugar desde la época medieval. Dicho monasterio, hoy ermita románica de Nuestra Señora del Valle, se encuentra en el barrio de Santa Marina, aguas arriba del pueblo, enmarcado en un paraje bucólico rodeado de montañas.

## Geografía
Está integrado en la comarca de La Bureba, en el límite con el Alfoz de Burgos, y se sitúa a 24 kilómetros de la capital provincial. Está atravesado por la autovía del Norte y por la antigua carretera N-1 entre los pK 259 y 264. 
El relieve del municipio es irregular con páramos que se alzan sobre los arroyos y que superan los 1000 metros de altitud. La carretera N-1 abandona el Alfoz de Burgos por el puerto de la Brújula (986 metros), divisoria de las aguas tributarias del Duero y del Ebro, y se adentra en La Bureba entre los páramos. El norte del territorio se conoce como Monte Norte y es donde se encuentran elevaciones como el Alto de la Novilla (1070 m). Al sur del monte se encuentra el paraje de la Nava, un fondo de valle por el que discurre el arroyo del mismo nombre que tiene una base sensiblemente plana con una altitud que varía entre los 931 y los 954 m s. n. m. El pueblo se encuentra a 872 metros sobre el nivel del mar. 
| Noroeste: Valle de las Navas | Norte: Rublacedo de Abajo y Galbarros | Noreste: Galbarros y Santa Olalla de Bureba |
| Oeste: Valle de las Navas    |                                       | Este: Santa Olalla de Bureba                |
| Suroeste: Quintanapalla      | Sur: Fresno de Rodilla                | Sureste: Santa María del Invierno           |

## Demografía
Monasterio de Rodilla cuenta con una población de 168 habitantes (INE 2024).
| Gráfica de evolución demográfica de Monasterio de Rodilla entre 1842 y 2021                                           |
| |
| Población de derecho según los censos de población del INE. Población de hecho según los censos de población del INE. |

| 1981 |  | 1991 |  | 1996 |  | 2001 |  | 2004 |  | 2007 |  | 2010 |
| ---- |  | ---- |  | ---- |  | ---- |  | ---- |  | ---- |  | ---- |
| 271  |  | 220  |  | 219  |  | 223  |  | 224  |  | 215  |  | 200  |

## Historia
A partir del 500 a. C. y hasta la conquista romana, en el norte de la provincia de Burgos se desarrolla la cultura celtibérica. Durante esta época diferentes pueblos ocuparon los límites actuales de la provincia. Fueron los autrigones quienes ocuparon Monasterio de Rodilla. La primera mención de los autrigones corresponde a Tito Livio en el 76 a. C. Los autrigones fueron posteriormente absorbidos por los várdulos. Años después fueron los romanos los que invadieron Monasterio de Rodilla y allí fundaron la ciudad de Tritium, situada en el Alto de Rodilla. La ciudad de Tritium ocupaba una zona elevada y de difícil acceso. Llegó a tener una población considerable. En la actualidad no se observan rasgos arquitectónicos de Tritium.

## Monumentos y lugares de interés

### Ciudad Autrigona de Tritium Autrigonum
Una de las pocas ciudades autrigonas conservadas mencionadas en el Itinerario de Antonino en la vía XXXIV o Ab Asturica Burdigalam (Astorga Burdeos). El yacimiento ha sido destruido parcialmente por los parques de aerogeneradores instalados sobre estructuras de más de dos mil años.

### Ermita

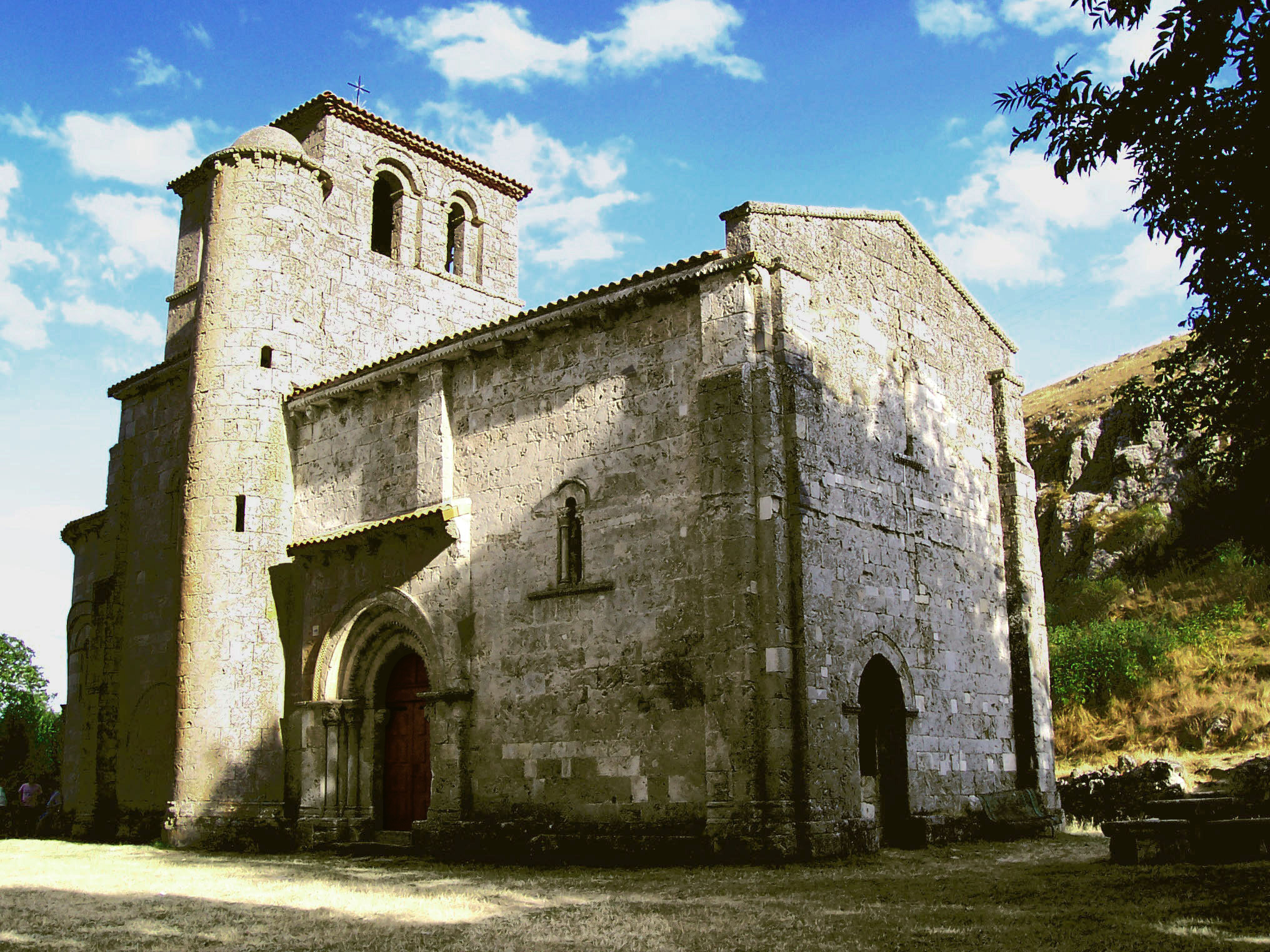
Basílica de Nuestra Señora del Valle.

La ermita de Nuestra Señora del Valle está situada en el barrio de Santa Marina, a los pies del macizo en el que se encuentra el castillo. Se trata de una iglesia católica de estilo románico, situada al fondo de un estrecho valle, donde una fuente nos brinda sus abundantes aguas. Es el mejor ejemplo de basílica románica construido en España.
El edificio, declarado Bien de Interés Cultural en la categoría de monumento el 03/06/1931, se conserva limpio y exento, tal como salió de las gentiles manos de los anónimos artistas del siglo XII que recibieron influencias orientales y visigóticas. Se compone de tres tramos y un ábside semicircular prolongado, rodeado por tres arcos ciegos apoyados sobre machones y sin capiteles. Una bien labrada cinta ajedrezada recorre el exterior. En el centro de los arcos se abren tres ventanas, cuyas luces convergen sobre la mesa del altar. Del cuerpo central nace la torre, cuadrada y de dos cuerpos; tiene un husillo. La puerta del triple arco algo apuntado se adorna con capiteles de animales y dos cabezas faunescas. Sobre ella, un tejaroz con canecillos ; éstos y los de la cubierta representan una variada muestra del mundo de la escultura románica.

### Castillo

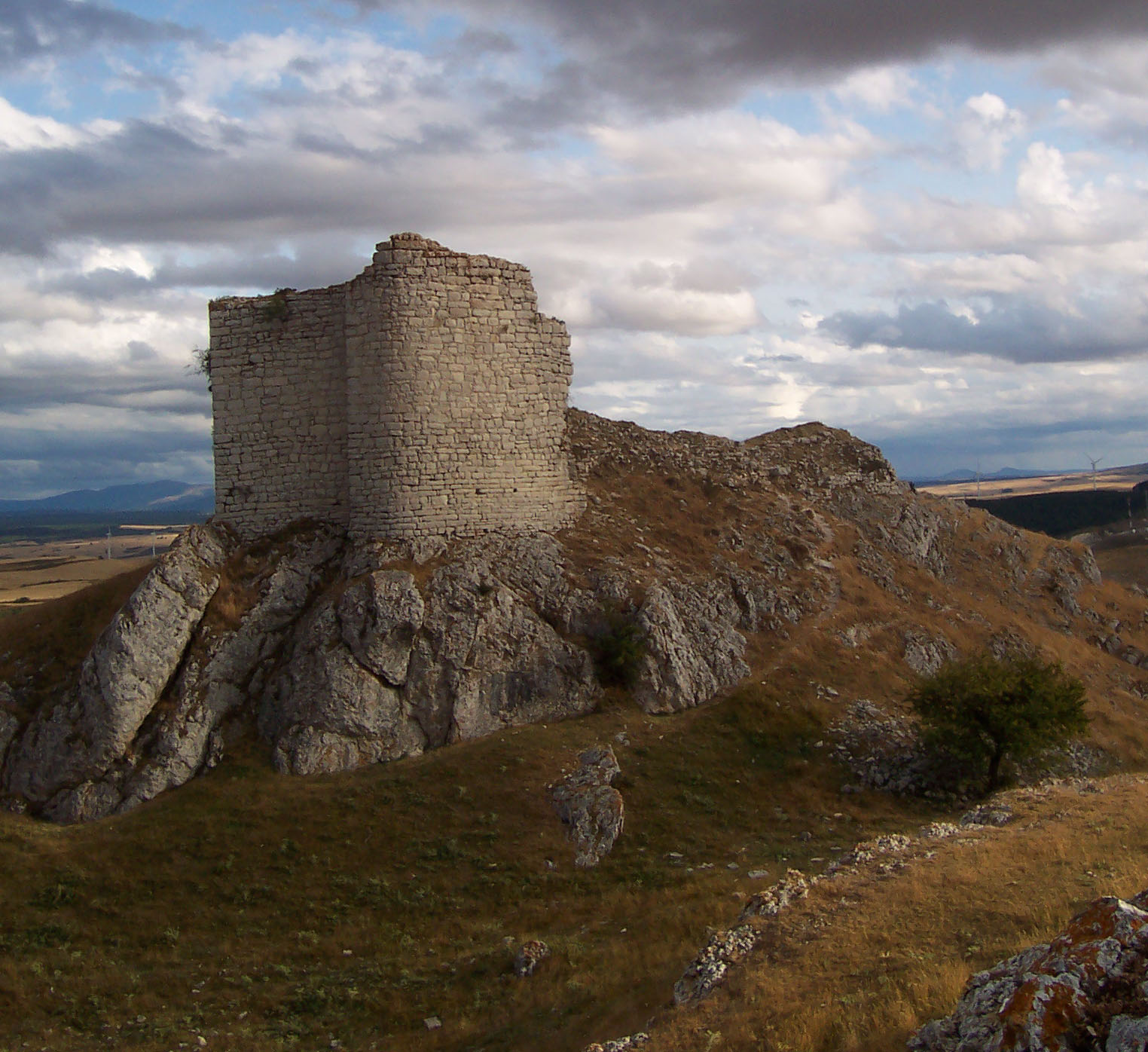
Ruinas del castillo.

El castillo de Monasterio de Rodilla fue declarado Bien de Interés Cultural en la categoría de Castillos el 22/04/1949. Se encuentra ubicado sobre una impresionante peña rocosa desde la que se contempla una espléndida panorámica de la comarca de La Bureba. Se localiza a medio camino entre Burgos y Briviesca, en un estrecho que controla la subida a la Brújula y el camino que se dirige a Sotopalacios y Poza de la Sal. En un alto, a unos 1000 metros, se levanta sobre grandes rocas el castillo. 
Aparece citado por primera vez en el cartulario de Oña en 1011, siendo su tenente en 1040 el navarro Azenari Fortunionis, pasando a sus herederos hasta que abandonan La Bureba. En 1170 Alfonso VIII se lo daba en arras a Leonor, estando incluido en 1188 en la dote de Dª Berenguela. A finales del siglo XIV pasó por muchas manos hasta que en 1398 Juan Fernández de Velasco lo adquiere. En 1412 Juan integra la fortaleza en el mayorazgo que formaba para su primogénito. En el siglo XVI estaría en buenas condiciones y fue prisión. En el siglo XVIII era su alcaide Diego Bonifaz. 
Actualmente quedan muy pocos restos, las ruinas de lo que fue la torre del homenaje y algunos trazos de lienzo sur. El castillo tiene planta rectangular y es de considerable extensión, construido a base de lajas muy irregulares, alargadas y planas. Conserva una torre pentagonal al norte con una altura máxima cercana a los 8 m. Sus lados son desiguales por su adaptación a la roca. Al oeste, un lienzo de 18 metros de largo une la torre con un cubo de aproximadamente 4 m de diámetro, casi a ras del suelo, del que quedan algunos restos. Sobre el precipicio se localiza el lienzo sur y mide unos 10 m conservando poca altura. En el Suroeste se asientan sobre la misma roca dos muros en ángulo recto de unos 3 y 4 m.

### Iglesia parroquial de Santa María Magdalena
Iglesia católica parroquial de Santa María Magdalena en el Arcipestrazgo de Oca-Tirón de la diócesis de Burgos. Dependen las siguientes localidades :
- Arraya de Oca
- Cerratón de Juarros
- Piedrahíta de Juarros
- Santa María del Invierno
- Turrientes

### Parques eólicos
El complejo eólico La Brújula, promovido por Neo Energía, sociedad participada por Energías de Portugal (EDPl) y HC Energía (Grupo Hidrocantábrico), está integrado por cuatro parques conectados a la subestación Fresno de Veleta en Monasterio de Rodilla desde donde evacua la energía, a través de una línea aérea de 10.861 metros de longitud, hasta la subestación de Alcocero de Mola donde conectan a la red. Son los siguientes:
- La Brújula, ubicado en los municipios de Monasterio de Rodilla y Valle de las Navas, con 35 aerogeneradores, de 850 kilovatios de potencia unitaria y 29,75 megavatios en total.

- Llanos de San Martín, situado en los municipios de Quintanavides, Castil de Peones y Santa María del Invierno, con 21 aerogeneradores, y una potencia de 17,85 megavatios.

- Monasterio de Rodilla, con 8 aerogeneradores y 11,5 megavatios de potencia.

- La Veleta, con 17 aerogeneradores y 14,45 megavatios.

## Personas destacadas
- Cecilio Manrique Arnáiz[6] (1889-1936), religioso de los Hermanos de las Escuelas Cristianas, beatificado.